# 福井慶仁
福井 慶仁（ふくい よしひと 、1984年5月2日 - ）は、フジテレビ所属のアナウンサー、記者。

## 来歴・人物
早稲田大学高等学院を経て早稲田大学理工学部応用化学科卒業。早稲田大学大学院先進理工学研究科生命医科学専攻修士課程修了。大学院では生体分子集合科学研究室に在籍。大学院を経て入社しているため、同期入社のフジテレビアナウンサー4人の中で最年長者である。
また少年時代より剣道をやっており、3段の腕前。高校では剣道部、大学では剣道同好会に所属していた。
2010年8月8日に、6年間交際した同い年の女性と結婚。1児（女児）の父でもある。
2018年4月1日付で人事異動の発令により、ニュース総局報道局政治部記者兼務。同社会部警視庁担当記者兼務を経て、同政治部記者兼務された。

## 人物
- 資格：漢字検定2級
- 好きな人物：菅原文太[5]
- 髪型がずっと七三分けなのが悩み[5]。

### エピソード
- 同期入社の立本信吾とは立本を弟扱いにするほどに仲が良い。立本も福井のことを「福井お兄さん」と慕っている。両者は「めざましどようび」で共演していた。
- 33年先輩に同姓の福井謙二（現在はフリーアナウンサー）がおり、全体の名前も似ているため、混同されてしまうことがある。本人は「謙二先輩に間違われるのは悪い事ではない。僕も謙二先輩のような多ジャンルで活躍したい」とのこと。

## 過去の出演番組

### 2009年
- 6月24日 - 「はねるのトびら」内のコーナー「虻川先輩の呼び出し」に同期の松村未央・山中章子・立本信吾とともに登場。実質的な初鳴き放送となる。
- 7月10日 - リポーターとして「FNNスーパーニュース」に出演（公式デビューではないとみられる）。この後も不定期にリポーターとして登場している。
- 7月13日 - アナウンサーブログ「なまむぎなまごめアナたまご - ウェイバックマシン（2009年7月17日アーカイブ分）」開設。同期4人で執筆しており、無料会員登録するとブログを読むことができる。
- 7月26日 -「FNS26時間テレビ 2009 超笑顔パレード 爆笑!お台場合宿!!」の提供読み上げコーナーに登場。
- 「めざましテレビ」の芸能情報担当の軽部真一が夏休みに伴い、芸能情報を代行。（8月24日 - 8月28日）
- 「FNNスーパーニュース」 月～水曜日 ・フィールドキャスター担当。 （9月28日 - 2014年9月26日）
- 「めざましどようび｣　・『エンタメ』担当。（10月3日 - 2010年9月25日）

### 2010年
- 「めざましテレビ」　軽部が夏休みに伴い、芸能情報を代行。（8月16日 - 8月20日）
- 「めざましどようび｣　・『ココ調』担当。（10月2日 - 2012年3月31日）

### 2011年
- FNNニュース（1月1日夜、3日朝）
- 「産経テレニュースFNN」　・朝枠担当。（7月3日 - 2012年9月30日）　尚、これ以前にも代役として担当した事はある。
- 同　・昼枠担当。　（10月2日 - 2013年3月31日）
- FNNニュース（12月29日夜、30日朝）

### 2012年
- FNNニュース（1月1日昼）
- 「めざましどようび」　・『まんまみ～や』担当。（4月7日 - 2013年3月30日）
- 「FNNスーパーニュースWEEKEND」（10月6日 - 2014年9月28日）　野島卓アナの後継。
- FNNニュース（12月25日 - 28日夕方）

### 2013年
- FNNニュース（1月2日昼・夕方、4日夕方、12月28日・29日夕方）

### 2014年
- FNNニュース（1月2日・3日夕方）
- 「FNNスーパーニュース」 ・『芸能通やく』担当（9月29日 - 2015年3月27日）

- やくみつるをコメンテーターに進行役

- FNNニュース（12月30日夜・31日朝）

### 2015年
- FNNニュース（1月3日夕方）
- 「音楽の時間 〜MUSIC HOUR〜」 （1月9日 - 3月27日）

- 西内まりやと案内役

- ｢みんなのニュース」 ・『福耳』（エンターテイメントコーナー）担当 （3月30日 - 5月29日）
- ｢魁!音楽の時間」　（2015年4月19日 - 9月20日）

- 西内まりやと案内役

- ｢みんなのニュース」 ・『ワイドの通やく』（エンターテイメントコーナー）担当
- FNNニュース（12月30日夜）

### 2016年
- FNNニュース（1月4日夕方）
- FNNニュース&スポーツ（12月28日）
- FNNニュース（12月31日夕方）

### 2017年
- FNNニュース（1月2日昼・夕方）
- FNNニュース＆スポーツ（12月29日）

## 同期入社
- 山中章子
- 松村未央
- 立本信吾